# Retamal de Llerena (Badajoz)
Retamal de Llerena este un oraș din Spania, situat în provincia Badajoz din comunitatea autonomă Extremadura. Are o populație de 502 de locuitori.